# Orimarga resupina
Orimarga resupina är en tvåvingeart som beskrevs av Alexander 1966. Orimarga resupina ingår i släktet Orimarga och familjen småharkrankar. Inga underarter finns listade i Catalogue of Life.